# GNU
GNU (/menu/, acrônimo de "GNU is Not Unix") é um sistema operacional tipo Unix criado para oferecer um sistema completo e totalmente composto por software livre - isto é, que respeita a liberdade dos usuários - criado por Richard Stallman em 1983, mas que seria montado por pessoas que trabalhavam juntas pela liberdade de todos os usuários de software para controlar sua computação. O objetivo primário e contínuo do GNU é oferecer um sistema compatível com o sistema Unix que seria um software 100% livre. O nome do sistema, o GNU, é um acrônimo recursivo que significa GNU's Not Unix, uma maneira de prestar homenagem às ideias técnicas do Unix, enquanto ao mesmo tempo diz que o GNU é algo diferente. Tecnicamente, o GNU é como o Unix. Mas ao contrário do Unix, o GNU dá aos usuários liberdade.
O GNU foi apoiado de várias maneiras pela Free Software Foundation (FSF), a organização sem fins lucrativos também fundada por Richard Stallman para defender ideais de software livre. Entre outras coisas, a FSF aceita atribuições de direitos autorais e isenções de responsabilidade, para que possa atuar em tribunal em nome dos programas GNU. Para ser claro, contribuir com um programa para o GNU não requer a transferência de direitos autorais para a FSF. Se você atribuir direitos autorais, a FSF aplicará a General Public License (GPL) para o programa se alguém violar isso, se você manter os direitos autorais, a execução será sua.  A FSF denomina que sua missão é preservar, proteger e promover a liberdade de usar, estudar, copiar, modificar e redistribuir software de computador e defender os direitos dos usuários de Software Livre.

## História
Richard Stallman fez o anúncio inicial do Projeto GNU em setembro de 1983. Uma versão mais longa, chamada de Manifesto GNU, foi publicada em março de 1985. O desenvolvimento do GNU começou com Richard Stallman em 1984 com o objetivo de criar um sistema operacional completamente libre. Este sistema operacional GNU deveria ser compatível com o sistema operacional Unix, de forma que fosse fácil de portar aplicativos e obter adeptos, porém não deveria utilizar-se do código fonte deste.
A partir de 1984, Richard Stallman e vários programadores que abraçaram a causa, vieram desenvolvendo as peças principais de um sistema operacional, que inclui kernel, compilador da linguagem C, editores de texto, formatadores de texto, clientes de e-mail, interfaces gráficas, bibliotecas, jogos entre outros. O projeto começou em outubro de 1984 e em outubro de 1985 foi fundada a FSF, inicialmente com o intuito de ajudar levantar fundos para o projeto GNU.
Em 1992 o sistema operacional já estava quase completo, mas restava o kernel (núcleo) do sistema operacional. O grupo iniciado por Stallman vinha desenvolvendo um núcleo chamado Hurd. Porém, em 1992, um jovem finlandês chamado Linus Torvalds decidiu mudar a licença de seu núcleo para uma Licença livre compatível com a GPL do GNU. Este núcleo era capaz de usar todas as peças do sistema operacional GNU, o que permitiu que, pela primeira vez desde o fechamento do código do sistema operacional Unix fosse possível executar um sistema completo totalmente livre. Este núcleo ficou conhecido como Linux, contração de Linus e Unix. A combinação do kernel Linux com o quase completo sistema GNU resultou num sistema completo denominado GNU/Linux. O projeto GNU não se limita ao cerne do sistema operacional, mas também visa fornecer um espectro de software (o que quer que os usuários desejem ter), e isso inclui aplicativos.

## Nomenclatura
Stallman escolheu o nome GNU porque este nome, além da coincidência com o mamífero Gnu, é um acrônimo recursivo, significando: GNU's Not Unix (em português: GNU Não é Unix).
Atualmente, o sistema operacional GNU com o núcleo Linux é conhecido como GNU/Linux, que é a forma como o projeto GNU quer que os utilizadores se refiram ao sistema completo, embora a maioria das pessoas mencionem o sistema completo apenas como Linux por uma questão de comodidade e sonoridade, especialmente depois da mídia referenciar o sistema completo apenas como "Linux" por questões estratégicas - uma vez que Linux, atualmente, não é mais sinônimo de software livre e sim do movimento open source (desenvolvimento de software de código aberto).

## Distribuições
A FSF apenas endossa as distribuições que seguem as diretrizes para distribuição de software livre definidas pela fundação, o que inclui a composição exclusivamente por software livre da imagem de instalação do sistema operacional, assim como o repositório de pacotes oficial. A distribuição também não deve possuir processos que ofereçam a possibilidade de opção por software não livre, como a instalação drivers adicionais. Documentação, registros de marcas e patentes relativas a distribuição também são pontos de análise.
As seguintes distribuições são oficialmente recomendadas e aprovadas pela FSF: 
- Blag, baseada no Fedora. (Descontinuada);
- Dragora, distribuição independente baseada no conceito de simplicidade;
- Dyne:Bolic, voltada para produção de áudio e vídeo;
- Guix, distribuição GNU/Linux construída em torno do gerenciador funcional de pacotes GNU Guix;
- gNewSense, baseada no Debian;
- Musix, destinada à produção de áudio;
- Parabola, baseada no Arch Linux;
- Hyperbola, uma distribuição GNU/Linux-libre com foco na simplicidade e suporte de longo prazo baseada no Arch GNU/Linux, mais a estabilidade e segurança do Debian;
- Trisquel, voltada para micro e pequenas empresas, usuários domésticos e centros educacionais;
- PureOS, uma distribuição GNU baseada no Debian com um foco na privacidade, segurança e conveniência;
- Ututo, primeira distribuição GNU/Linux totalmente livre reconhecida pelo Projeto GNU e baseada no Gentoo. (Atualmente no Ubuntu);
- LibreCMC, uma distribuição GNU/Linux para dispositivos com recursos bastante limitados como roteadores;
- ProteanOS, uma distribuição nova, pequena e rápida para dispositivos embarcados.

Distribuições conhecidas de GNU/Linux, como Ubuntu, Linux Mint, Debian, não são recomendadas porque não atendem as diretrizes. No site do projeto GNU existe uma análise destas distribuições, detalhando os pontos que não corroboram com a política.